# Tobias Puspas
Tobias Puspas (* 8. April 1975 in Lennestadt) ist ein deutscher Kommunalpolitiker (CDU) und seit 2020 Bürgermeister der Stadt Lennestadt.

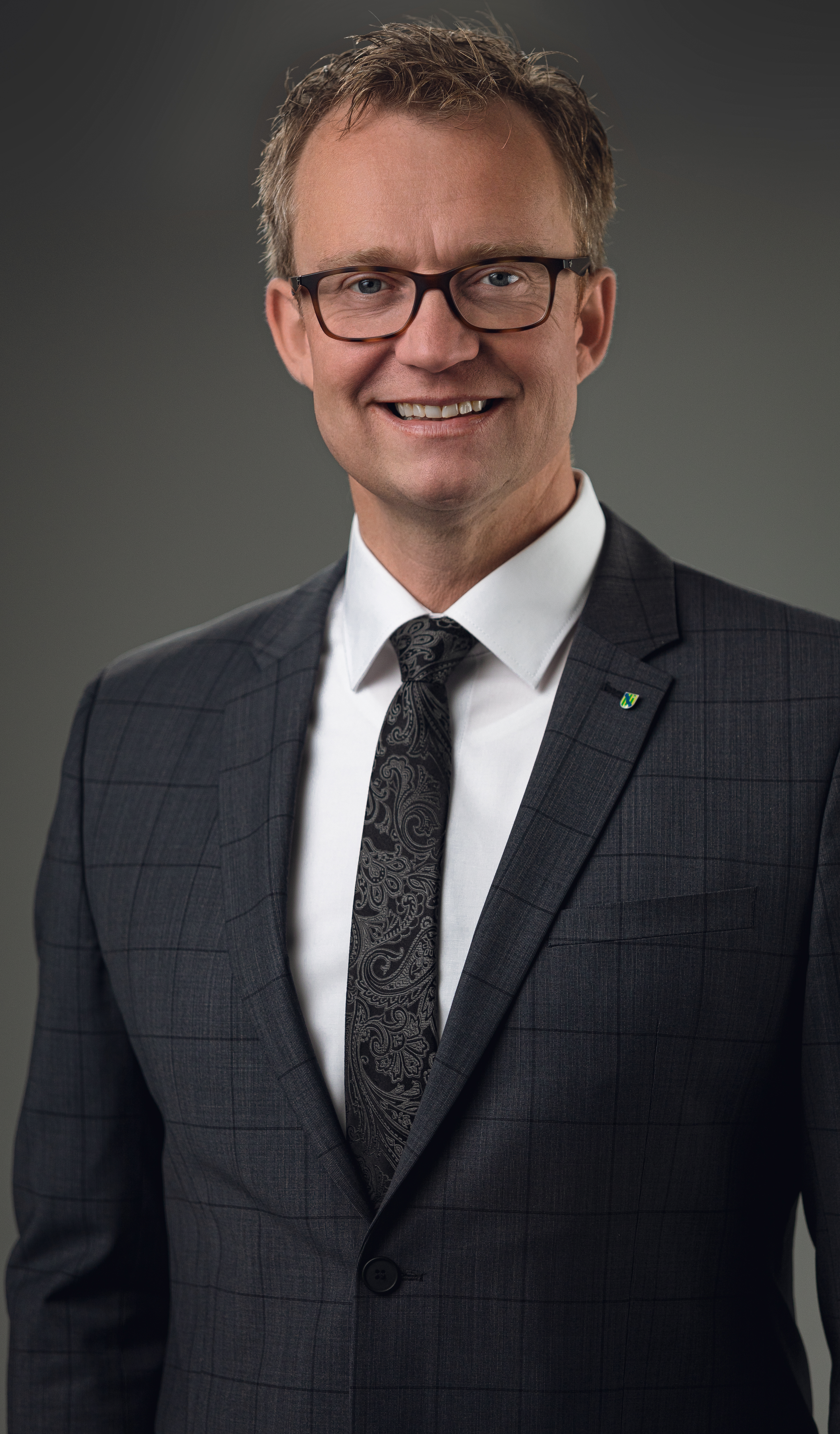
Tobias Puspas (2020)

## Beruflicher Werdegang
Nach Realschulabschluss, Ausbildung zum mittleren Polizeivollzugsdienst und dem Studium an der Fachhochschule für öffentliche Verwaltung NRW in Duisburg arbeitete der Diplom-Verwaltungswirt bei der Polizei. Bei der Kriminalpolizei in Hagen leitete er mehrere Mordkommissionen. Seit 2019 leitete er das Kriminalkommissariat 2 der Polizeibehörde des Hochsauerlandkreises, das sich mit Wirtschaftskriminalität, Internetkriminalität und besonderen Betrugsdelikten beschäftigt.

## Politische Laufbahn
Seit 2014 gehört Tobias Puspas der CDU an. Ein Jahr später wurde er zum stellvertretenden Vorsitzenden der Ortsunion Elspetal gewählt. 2016 übernahm er denselben Posten im CDU-Stadtverband Lennestadt. Ab 2017 war er Mitgliederbeauftragter im Vorstand des Kreisverbandes Olpe. Ab 2019 gehörte er dem Ausschuss für Schule, Kultur, Sport und Soziales des Lennestädter Stadtrats als stellvertretender sachkundiger Bürger an.
Nachdem Bürgermeister Stefan Hundt angekündigt hatte, bei den Kommunalwahlen 2020 nicht wieder anzutreten, erklärte Tobias Puspas seine Kandidatur. Mit 99,1 Prozent der Stimmen wurde er vom CDU-Stadtverband nominiert. Bei der Bürgermeisterwahl setzte er sich gegen vier Mitbewerber durch und erzielte mit 54,1 Prozent der Stimmen bereits im ersten Wahlgang die absolute Mehrheit. Zum 1. November 2020 trat er sein neues Amt an.

## Privates
Tobias Puspas ist verheiratet und Vater zweier Töchter. Mit seiner Familie lebt er in Sporke.
In seinem Heimatdorf Oberelspe war er in der Session 2016/17 Karnevalsprinz. Außerdem engagierte er sich im Vorstand des Schützenvereins Oberelspe. Im Schützenverein Sporke-Hespecke fungierte er bis 2021 als Geschäftsführer.